# Gradicom I
El PCX-900 es un cohete argentino lanzado el 17 de diciembre de 2009 desde Serrezuela, provincia de Córdoba, con el fin de homologar en vuelo el motor GRADICOM.

## Especificaciones
- Masa total: 500 kg
- Longitud: 5.25 m

## Motor GRADICOM
Desarrollado por el Centro de Investigaciones Científicas y Tecnológicas para la Defensa CITEDEF, bajo la dirección del vicecomodoro Carlos Vásquez, para diversos usos: cohetes sonda, misiles y artillería de largo alcance y en aplicaciones civiles y militares.
Es de combustible sólido: HTPB, perclorato de amonio, aluminio y otros compuestos
- Diámetro: 32 cm
- Longitud: 2,5 m[1]